# Marina (Kalifornie)
Marina je americké město v státě Kalifornie.

## Dějiny
Vznik města se datuje kolem roku 1868, přibližně 9000 akrů půdy se táhlo na sever podél Tichého oceánu a na východ podél řeky Salinas. Pozemek byl ve vlastnictví Davida Jackse a Jamese Bardina.
V roce 1885 se začala půda rozprodávat, dědicové Bardina prodali 1 372 akrů Johnu Armstrongovi k zemědělskému využití a na pastviny. O rok později se prodalo 1 450 akrů, místo bylo pojmenováno Statek Písečný vrch. Sanfranciská společnost na zpracovávání písku zakoupila 400 akrů poblíž oceánu a na nich v roce 1906 postavila pískařský závod. V roce 1913 byla tato oblast pojmenována Bardin, ale toto označení vydrželo jen krátce. Do dvou let byla oblast známá jako kolonie Locke-Paddon, později Paddonville.
V roce 1915 hledal realitní obchodník William Locke-Paddon pozemky pro své podnikání, 29. května 1915 zakoupil 1 500 akrů jižně od statku Písečný vrch. Náhle ale zjistil, že by si pro své obchodování musel vzít úvěr, a tak prodal 5 akrů za cenu 75 000 $ za akr. Doufal, že vytvoří zemědělskou společnost. Lidé pomalu dostávali pohledávky a mnozí z nich nebyli rolníci, ale podařilo se jim zvýšit produkci hrachu, řepy a zelí, a tak mohli zůstat na své půdě. Údajně vymysleli kynutý chléb. Jejich přístřešky byly velmi obyčejné, jednalo se o dřevěné chatrče s jednou místností rozdělené jutovými pytly na byty.
Část pozemků bylo vyčleněno pro školy a kostel, což považoval Locke-Paddon za nezbytné pro dobře organizovanou komunitu. Dovolil použít část svého malého domku na Elm street (jeho bývalá kancelář) pro vybudování první školy (1916). Právě William Locke-Paddon byl označován jako otec města Marina. V dubnu 1919 byla založena první pošta. První správce pošty byl pan Bruce, který zde působil několik let, dokud neodešel prodávat do obchodu rodiny Roumiguiere. Noví správci pošty byli Samuel a Doris E. Bakerovi. Roku 1926 v komunitě žilo zhruba 70 rodin, v roce 1945 zde bylo přibližně 6 000 obyvatel.
V letech 1946–1955 bylo centrem podnikatelské činnosti Del Monte Boulevard: zde byla pošta, železářství, čerpací stanice a Mortimer komplex, který nabízel ve městě všechny služby. Kolem roku 1950 vznikaly nové názvy ulic (Mortimer Lane, Cosky Drive), obytné čtvrti, bylo postaveno několik základních škol a kostelů různých vyznání.
V únoru 1966 zde byl postaven jeden ze supermarketů Safeway, na tento počin, stavbu obchodního centra Marina, navázaly další události. Byly nově postaveny banky, spořicí a úvěrové centrum, kavárna, čistírna prádla, holičství, drogerie, čerpací stanice a další podniky a úřady. Také byla urychlena bytová výstavba v blízkosti nákupního centra.
Žádost o oficiální založení města Marina byla podána v listopadu 1975. Od svého založení mělo město již sedm starostů (Frank Vinyard, Robert Ouye, George Takahashi, Edith Johnsenová, Zaruk Takali, James Vocelka, James Perrine). Logo města bylo navrženo Danielem Zieglerem v roce 1977, v průběhu let bylo nepatrně pozměněno. Během 25 let od svého založení město rostlo a vzkvétalo. V letech 1976–1990 přibyly nové byty, motely, lékařská a zubní střediska a malá nákupní centra.
Roku 1994 činil počet obyvatel 18 500. Aktuální populace zastupuje téměř všechny končiny světa: Filipíny, Německo, Korea, Vietnam, Japonsko, Čína, Havaj, Mexiko. K dispozici jsou nyní čtyři základní školy, střední škola a vysoká škola, která se nachází v bývalé základní škole. Obyvatelé Marina jsou hrdí na své město a jeho obce, a snaží se, aby se město stalo lepším místem pro život i práci. Od roku 2002 se vždy první pátek v prosinci koná osvětlování stromů v parku Vince di Maggio, kterého se zúčastňuje velký počet obyvatel města i návštěvníků. Také zde byl vybudován Marina Skate park, který je označován za nejlepší ve střední Kalifornii a využívají ho lidé z celého poloostrova. Kromě toho byla dokončena dálnice. Každoročně je zde pořádáno mnoho kulturních akcí, jako Marina Air Flaire, Festival of the Winds a od roku 2005 Filipino Festival. V roce 2005 město navštívil guvernér Arnold Schwarzenegger.